# 프세볼로트 메이예르홀트

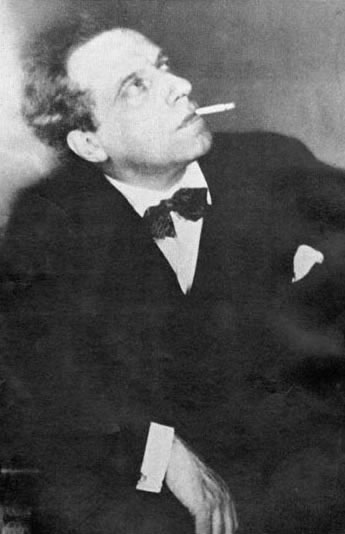
프세볼로트 메이예르홀트

프세볼로트 예밀리예비치 메이예르홀트(러시아어: Все́волод Эми́льевич Мейерхо́льд, 본명: 카를 카지미르 테오도르 마이예르홀트·Карл Казимир Теодор Майерхольд, 1874년 2월 10일~1940년 2월 2일)는 러시아 및 소비에트 연방의 연출가이다.
블라디미르 네미로비치단첸코가 주재하는 필하모니 음악연극학교에서 공부하고, 졸업과 함께 배우로서 모스크바 예술극장의 창립에 가담하였으나, 그 자연주의·심리주의적인 경향에 만족하지 못하여 이곳을 떠나, 제정 말기에는 페테르부르크에서 연출가로서의 신선한 재능을 인정받았다. 10월 혁명이 이루어지자 그는 재빨리, 자기를 소비에트 정권의 편이라고 선언하고, 1920년에는 새로운 극장을 조직하여, 연극의 사회주의 국가건설에의 참가, 정치사회문제를 취급한 아지프로 극(劇)을 창조, 극장인의 정치적 무관심의 타도를 호소했다. 그의 슬로건인 '연극의 10월'은 소련 전토에 퍼져 벨하렌의 <여명(黎明)>을 비롯한 일련의 연출은 세계의 극단을 놀라게 했다. 그의 명연출은 메이예르홀트 극장의 <산림> <검찰관> 등이 있다. 그러나 30년대 중엽부터 메이예르홀트의 예술적 파탄이 나타나 극장 운영이 곤경에 빠져, 1938년에는 정부명령으로 극장이 폐쇄되고, 그 자신의 소식도 묘연해졌다. 그 후 18년간, 그는 인민의 적으로 간주되어 실각되었다가 1953년에 그 명예가 다시 회복되었다.

## 같이 보기
- 니콜라이 오클롭코프
- 미하일 체호프
- 예브게니 바흐탄고프